# Les Voyous (film, 1949)
Pour plus de détails, voir Fiche technique et Distribution.
Les Voyous (Gategutter) est un film norvégien réalisé par Arne Skouen, sorti en 1949.

## Synopsis
Dans les années 1920 à Oslo, des enfants des rues vivent en commettant des larcins.

## Fiche technique
- Titre original : Gategutter
- Titre français : Les Voyous
- Réalisation : Arne Skouen
- Scénario : Arne Skouen
- Pays d'origine : Norvège
- Format : Couleurs - 35 mm - 1,85:1 - Dolby Digital
- Genre : drame
- Durée : 77 minutes
- Date de sortie : 1949

## Distribution
- Tom Tellefsen : Karsten
- Ivar Thorkildsen : Gotfred
- Pål Bang-Hansen : Sofus
- Svein Byhring : Høna
- Per Arne Knobelauch : Reidar
- Ella Hval : Karstens mor
- Jack Fjeldstad : Styggen